# Marco Aquila Giuliano
Marco Arrunzio Aquila Giuliano (in latino: Marcus Arruntius Aquila Iulianus; 5 a.C. circa – dopo il 41?) è stato un magistrato e senatore romano, console dell'Impero romano.

## Biografia

### Nome e origini familiari
Sebbene nella documentazione il nome di Giuliano si presenti sempre come Marco Aquila Giuliano o Marco Aquila o Marco Giuliano o Aquila Giuliano, è stato da tempo ipotizzato che Aquila fosse un altro elemento della sua nomenclatura tradizionalmente utilizzato al posto del nomen gentile. Grazie in particolare alle ricerche di Ronald Syme, è ormai dato per assodato che la gens di appartenenza di Giuliano fosse la gens Arruntia e che il suo nome completo fosse Marco Arrunzio Aquila Giuliano: la struttura del nome porterebbe a pensare che egli, originariamente membro della gens Iulia e forse figlio biologico del prefetto d'Egitto augusteo del 10/11 Gaio Giulio Aquila (ritenuto appartenente alla famiglia degli Iulii Aquilae della città bitinica di Amastris) sia stato adottato da un Marco Arrunzio Aquila, forse il figlio del legato augusteo di Galazia del 6 a.C. Cornuto Arrunzio Aquila.
Per questo ramo della gens Arruntia è stata anche proposta una parentela con il Lucio Arrunzio console ordinario del 22 a.C. e con suo figlio omonimo, console ordinario del 6: entrambi i rami, appartenenti alla tribus Teretina, proverrebbero dalla città laziale di Atina e, in particolare, il legato augusteo di Galazia sarebbe figlio o figlio di un fratello del console del 22 a.C. e quindi fratello o cugino del console del 6.

### Carriera
Della carriera di Giuliano, non molto è noto. L'unico incarico attestato lo vede però al vertice dello stato romano: Giuliano fu infatti console ordinario per il primo semestre del 38 insieme al nobile Publio Nonio Asprenate, la cui coppia consolare fu poi sostituita a luglio dai suffetti Servio Asinio Celere e Sesto Nonio Quintiliano. Il consolato di Giuliano e Asprenate, designati già da Tiberio, vide la ripresa del princeps Caligola dalla gravissima malattia che lo aveva colpito nell'autunno precedente, l'inizio dell'eliminazione di personaggi non allineati come Tiberio Gemello, Marco Giunio Silano e forse già Quinto Nevio Cordo Sutorio Macrone, l'inizio di un allontanamento dall'aristocrazia senatoria e la morte dell'amatissima sorella Drusilla il 10 giugno.

### Gennaio 41
È stato ipotizzato che proprio Giuliano si celi dietro al tràdito "Aquila" nel racconto di Flavio Giuseppe degli ultimi momenti di vita di Caligola: secondo lo storiografo di età flavia, Aquila avrebbe inferto il colpo di pugnale fatale al princeps in un criptoportico del Palatium in cui Caligola si era infilato per osservare dei giovani della provincia d'Asia in attesa di esibirsi nei Ludi Palatini. L'ipotesi, che vede Giuliano agire per vendicare la condanna a morte dell'amico di famiglia Marco Emilio Lepido nel 39, rimane ancora dibattuta: Barbara Levick, Isabelle Cogitore e Pierangelo Buongiorno, nei loro studi sulla congiura contro Caligola, ritengono infatti che l'Aquila citato da Flavio Giuseppe fosse un pretoriano, esattamente come gli altri due assalitori del princeps, Cassio Cherea e Cornelio Sabino.

### Ultimi anni
Il principale sostenitore dell'identità tra assassino e console, Bernard Kavanagh, ha poi avanzato anche delle ipotetiche proposte sul fato di Aquila, che scompare dalla narrazione di Flavio Giuseppe e non è citato da altre fonti: probabilmente non ucciso negli scontri immediatamente successivi all'assassinio di Caligola - ma forse ferito -, e altrettanto probabilmente non giustiziato da Claudio all'alba del suo insediamento come princeps, Kavanagh propone che Giuliano si sia trovato di fronte alla scelta se suicidarsi o andare in esilio e che, alla fine, abbia scelto di andare in esilio nella città veneta di Patavium, dove sono attestati altri membri dei rami degli Arruntii Aquilae e degli Arruntii Stellae, ritenuti imparentati tra loro. Infine, Kavanagh ipotizza che Giuliano fosse il padre di Marco Arrunzio Aquila, console suffetto nel 66 e padre dell'omonimo console suffetto nel 77, e di Lucio Arrunzio Stella, cavaliere nominato curator ludi magni nel 55 e padre o più probabilmente nonno dell'omonimo console suffetto del 101.